# Havaianas

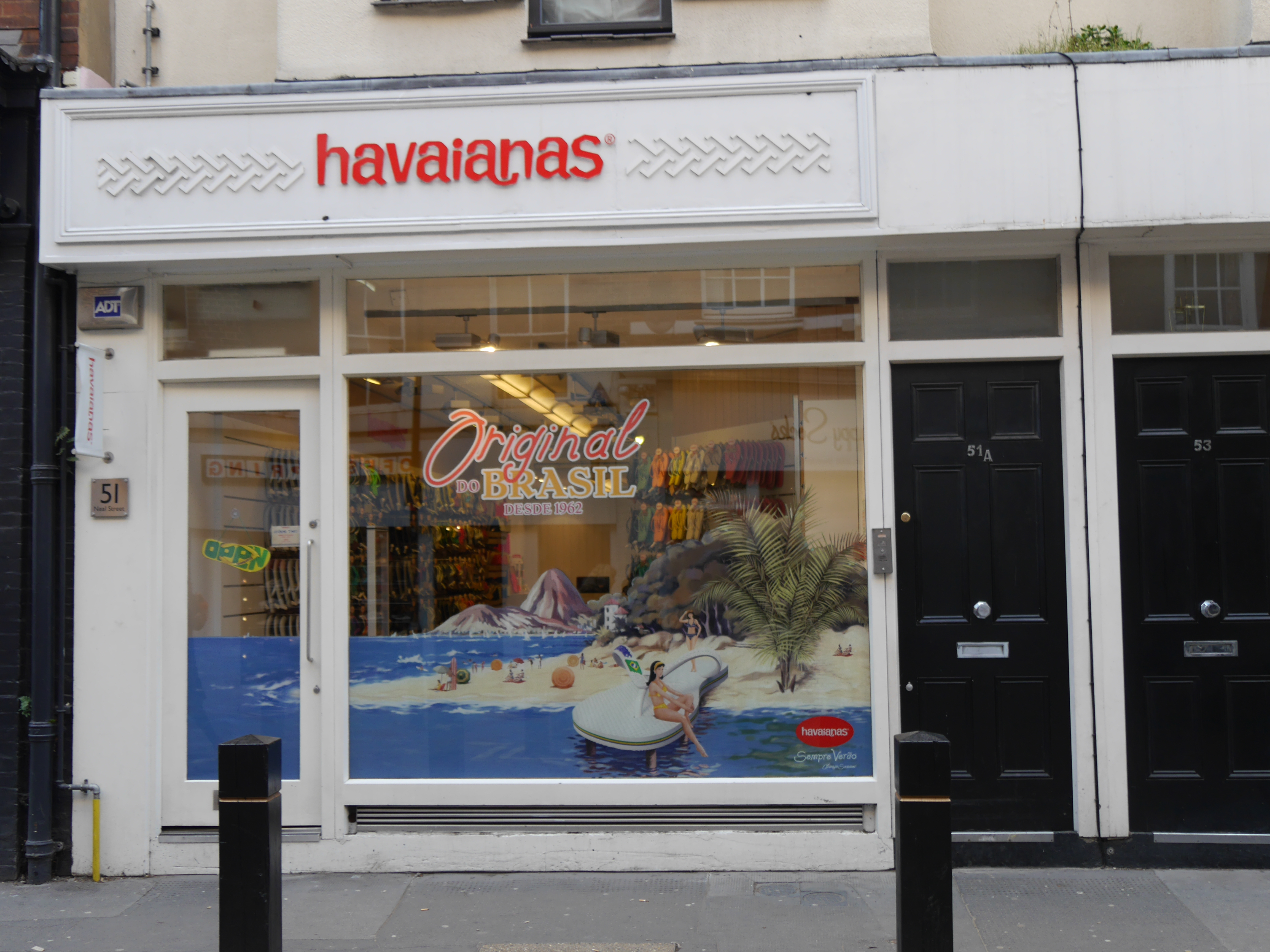
Negozio Havaianas, Neal Street, Covent Garden, Londra

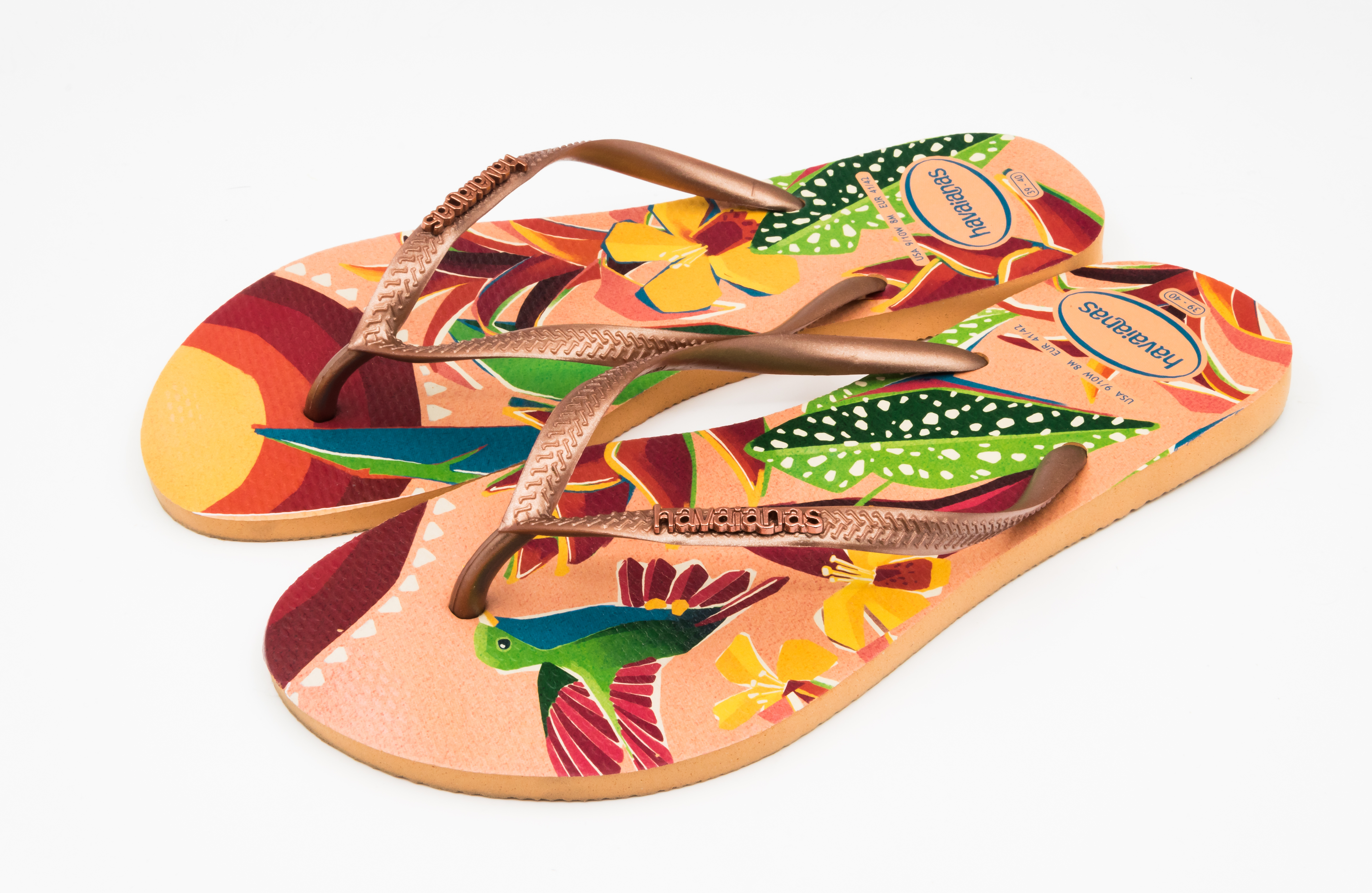
Un paio di Havaianas verdi

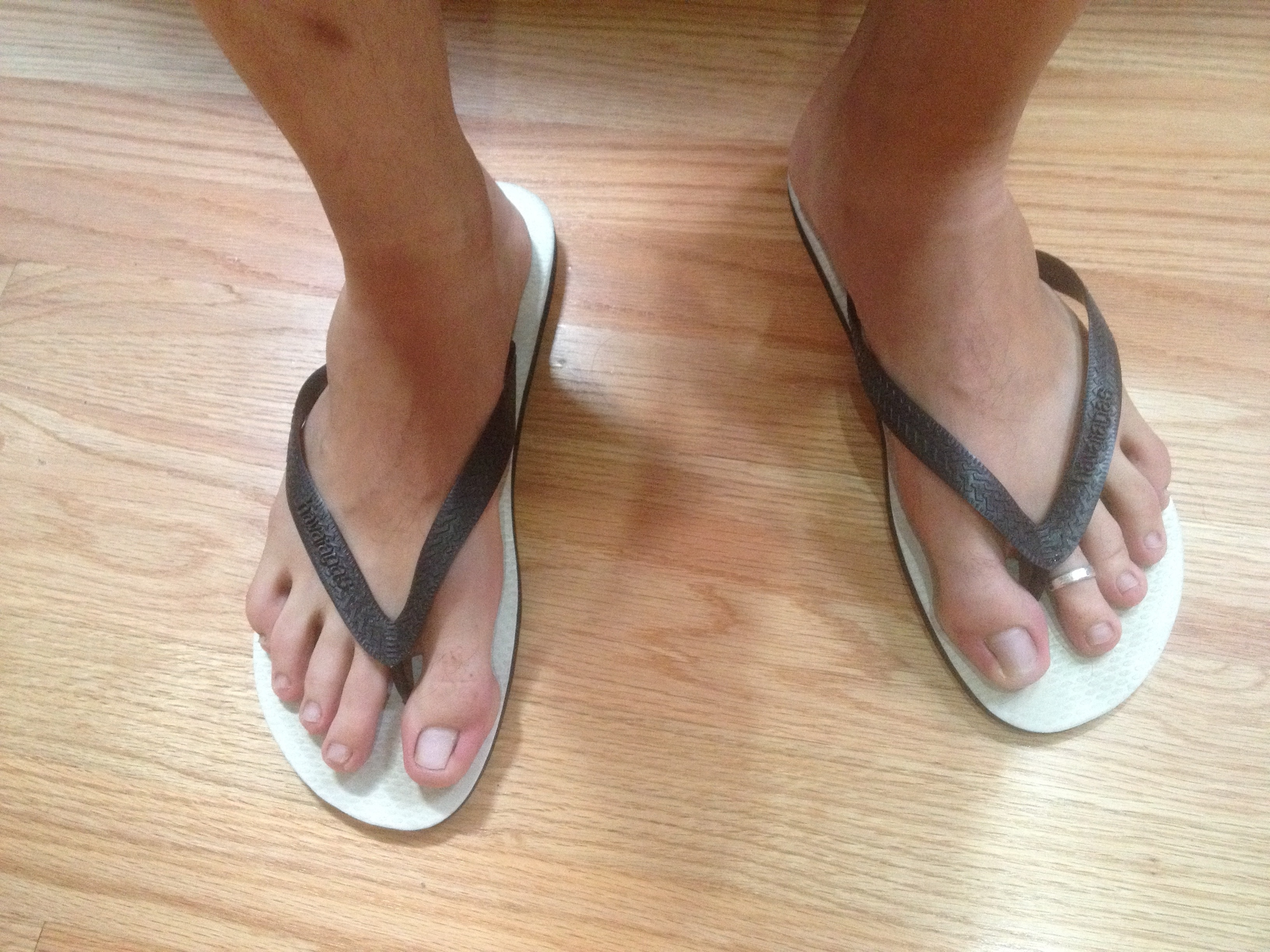
Le coppie originali presentavano una soletta bianca con cinturini colorati.

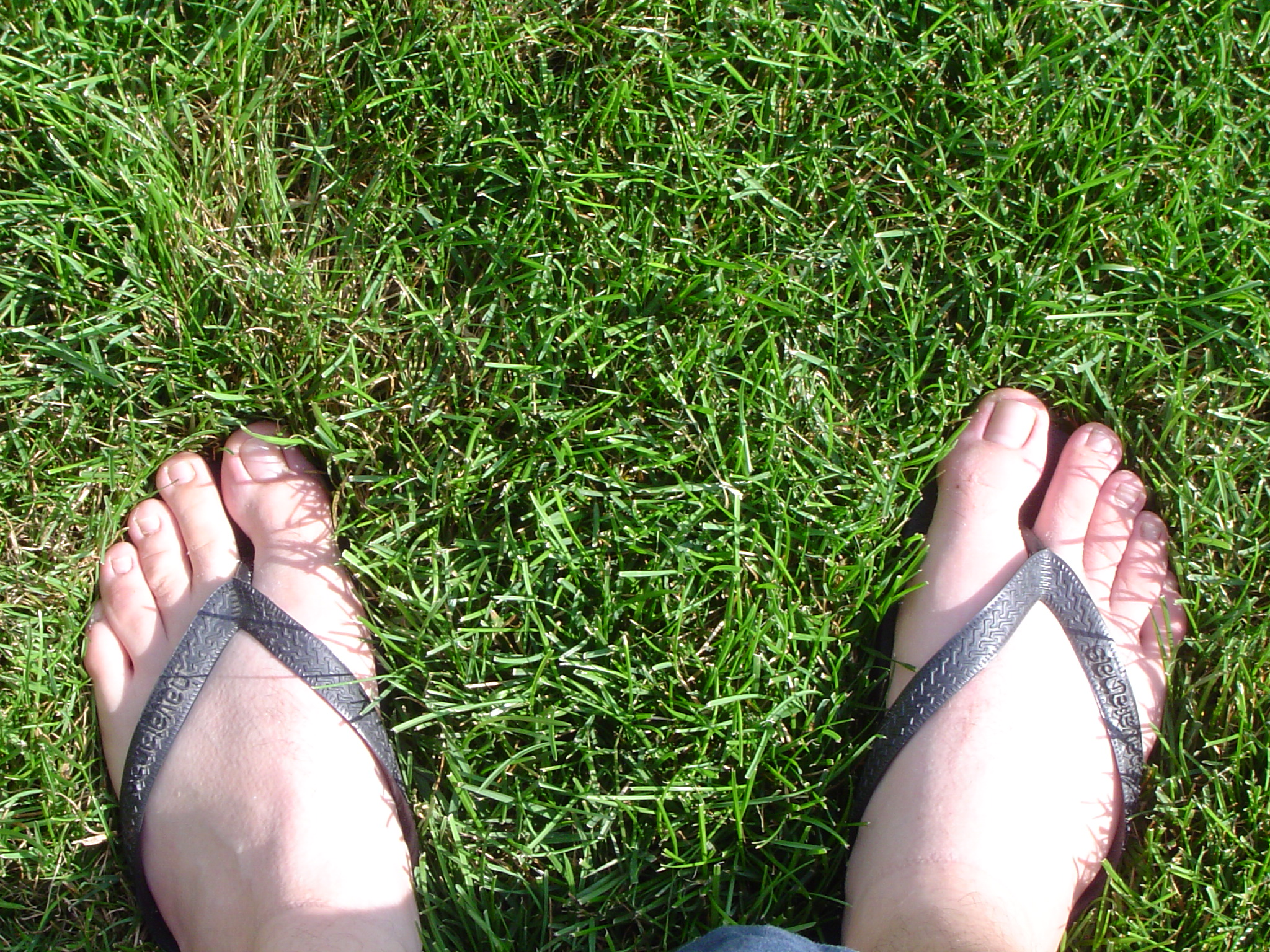
Un paio di Havaianas nere indossate

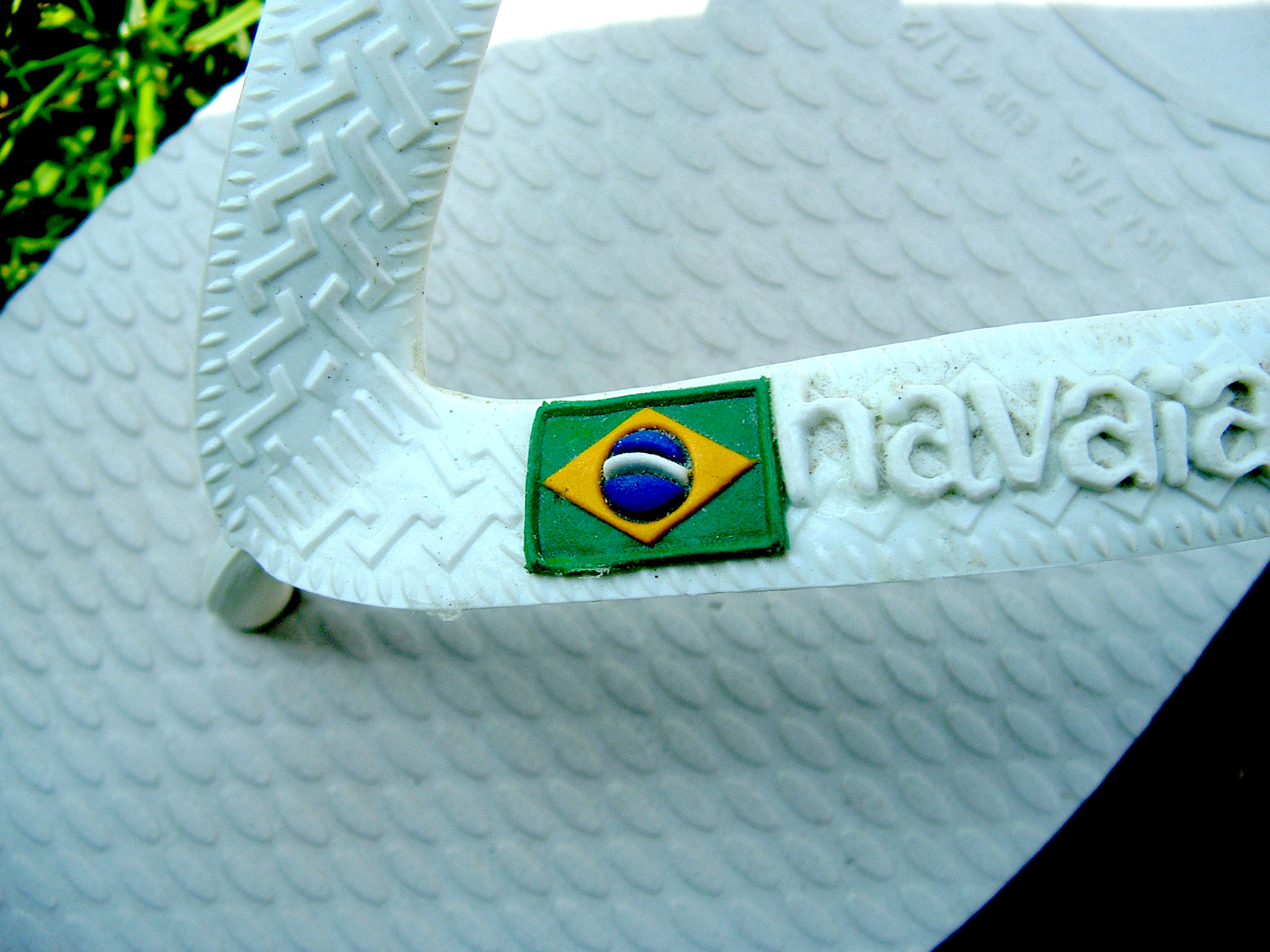
Una Havaianas Brasile bianca, originariamente progettate per mostrare il supporto per la squadra brasiliana nella Coppa del Mondo FIFA 1998

Havaianas è un marchio brasiliano di sandali infradito creati e brevettati nel 1962. È di proprietà dell'azienda manifatturiera brasiliana Alpargatas SA. Il primo a produrre infradito in gomma è stato Robert Fraser, ispirato dai sandali giapponesi zōri. Il nome ‘Havaianas’ in portoghese corrisponde alla parola italiana ‘hawaiane’, e il motivo sulla suola dei sandali è progettato per assomigliare alle suole di paglia dei zori. In origine, tutte le Havaianas presentavano solette bianche con suole e cinturini colorati. Grazie della loro semplicità e del loro basso prezzo, i sandali sono diventati popolari tra le classi sociali più basse del Brasile.
Una tendenza della moda a partire dagli anni '90 ha comportato l'inversione della suola per rendere la suola colorata rivolta verso l'alto, creando l'aspetto di un sandalo monocromatico. In risposta, Havaianas ha rilasciato una nuova linea di otto sandali monocolore chiamati Havaianas Top nel 1994. I cittadini delle classi sociali elevate iniziarono quindi a indossare gli Havaianas. Nel 1998, con l'imminente Coppa del Mondo FIFA in Francia, Havaianas ha introdotto una linea di infradito con una piccola bandiera brasiliana sul cinturino per mostrare il supporto della squadra brasiliana. Secondo l'account Twitter di Havaianas, il marchio "incarna lo stile di vita divertente, vibrante e spontaneo del Brasile". Le infradito Havaianas sono le più popolari al mondo, con 200 milioni di paia vendute ogni anno. Si trovano spesso nei negozi di abbigliamento da surf.

## Espansione globale

### Inizio
Negli anni '60, la flip-flop era una pratica scarpa indossata dalla classe operaia ed era realizzata con un design blu e bianco. È stata così associata al settore più povero della società che è stato elencato come uno dei beni fondamentali dal governo brasiliano, insieme ad altri prodotti per la casa. I mercanti ambulanti li vendettero nel retro dei loro furgoni. Si dice che le variazioni di colore e design siano iniziate per caso nel 1969, quando una serie di infradito è diventata verde e ha improvvisamente guadagnato popolarità.

### Tecniche di marketing
Havaianas è diventato ufficialmente un marchio globale nel 2000, nonostante altri marchi ne imitassero lo stile. Per estendersi al mercato globale, sono state utilizzate diverse strategie di marketing. Angela Hirata, direttore del commercio estero di Alpargatas SA, ha spiegato che Havaianas è stata commercializzata sia per il mercato di fascia bassa che per il mercato di fascia alta per poter permetterne l'acquisto a tutte le classi sociali. Il sandalo può essere acquistato da 6 $ a 40 $ in Brasile, ma negli Stati Uniti il sandalo può variare a un prezzo più inflazionato da 11 $ a 75 $.
Il segno distintivo del successo di Havaianas è l'innovazione. Stili creativi con vari colori sono stati prodotti in aggiunta ai sandali a punta chiusa per i clienti che vivono in climi più freddi. I sandali con abbellimenti, come i cristalli Swarovski, sono stati integrati anche nei nuovi stili per essere utilizzati per sfilate di moda e per essere indossati dai modelli sulle passerelle. Un'altra necessità era investire molto nelle vendite e nella pubblicità delle scarpe. Oggi si vede più pubblicità online, ma sono state utilizzate anche pubblicità a stampa colorata per attirare i consumatori su Havaianas. Numerosi marchi rivali hanno provato a fare da ostacolo, come Crocs, Rip Curl e Quicksilver. Il marchio ha risposto e rimane flessibile ai cambiamenti del mercato e alle preferenze dei consumatori. Ad esempio, si è notato un calo delle vendite di Havaianas al di fuori del Brasile e, di conseguenza, è stata presa la decisione di costruire un altro impianto in Brasile. In totale, la società ha mantenuto la popolarità a livello nazionale e internazionale con le strategie di marketing di cui sopra. Le entrate totali di Havaianas sono state riportate da Alpargatas SA con un aumento da 1,7 miliardi di dollari nel 2008 a 2,6 miliardi di dollari nel 2011.
Nel 2017 è stato annunciato che avrebbero sponsorizzato il team di Formula 1 del Sahara Force India.

### Identità ed estensione del marchio
L'identità del marchio contribuisce anche alla diffusione globale di Havaianas. La società ha sfruttato l'identità positiva del Brasile per costruire un marchio di successo. Di conseguenza, le pubblicità di Havaianas e delle scarpe stesse sono colorate e semplici. Interi negozi dedicati al marchio esistono a livello internazionale e le scarpe sono vendute in oltre 80 paesi, compresi quelli che vivono climi diversi. L'estensione del marchio è stata utilizzata come un modo efficace per mitigare questa stagionalità. Il marchio si è esteso per includere asciugamani, occhiali da sole ed espadrillas. Negli ultimi anni sono state lanciate diverse gamme, come una gamma piatta, una gamma di occhiali da sole e una collezione di abbigliamento. L'uso di queste tecniche ha raggiunto persone di tutte le classi e di diverse aree in tutto il mondo. Milioni di persone indossano Havaianas, che si tratti di infradito, abbigliamento o accessori.

## Il presente

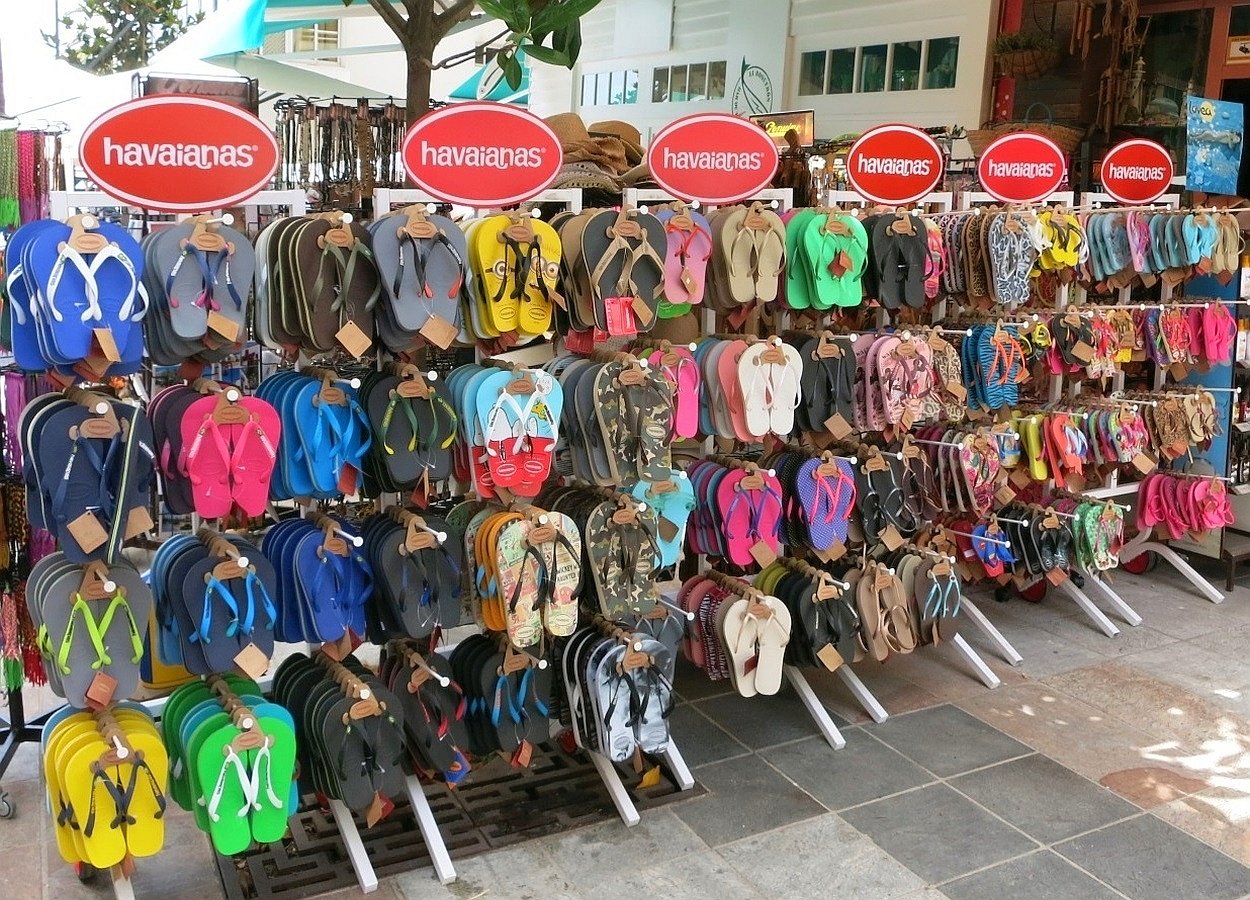
Infradito Havaianas esposto in un negozio in Costa del Sol, in Spagna.

Il marchio ha molto successo e le Havaianas sono indossate da clienti in tutto il mondo. Tuttavia, Alpargatas SA, la società manifatturiera di Havaianas, era precedentemente di proprietà di J&F Investments. Presunte discussioni sulla corruzione hanno avuto luogo e hanno danneggiato economicamente J&F Investments. A partire da luglio 2017, Alpargatas è di proprietà di tre banche brasiliane.